# P.S. Krøyer - sikken fest
P.S. Krøyer - sikken fest er en dansk portrætfilm fra 2008, der er instrueret af Anna von Lowzow.

## Handling
Skagensmaleren P.S. Krøyer var katalysator for den store fest i Skagen i begyndelsen af år 1900. P.S. Krøyer er det absolutte midtpunkt blandt skagensmalerne. Han er berømt og feteret og så er han gift med Københavns smukkeste kvinde. Selv er han uvidende om at have arvet sin mors sindssygdom og han rider på succesens tinde, indtil skæbnen indhenter ham.